# West Hartlepool
West Hartlepool var ett distrikt 1887–1967 och en civil parish 1894–1967 i Durham i England. Distriktet hade 77 035 invånare år 1961. Det avskaffades 1 april 1967 och blev en del av Hartlepool.